# Lista över länsvägar i Östergötlands län
Detta är en lista över länsvägar i Östergötlands län. 
Numren på de övriga länsvägarna (500 och uppåt) är unika per län, vilket innebär att vägar i olika län kan ha samma nummer. För att hålla isär dem sätts länsbokstaven framför numret.
Rv är för riksvägar. Länsvägar inom länet, även primära, redovisas här utan E. 5003, 5006, 5024, 5026, 5030, 5304, 5350, 5520 och 5537 är leder genom tätorter (Linköping, Mjölby, Skänninge och Norrköping).

## Primära länsvägar 100–499
| Väg | Sträckning |
| --- | --- |
| 131 | Österbymo (134)–Asby k:a –Ramfall – Jönköpings läns gräns vid Ramsmåla (–Tranås) |
| 134 | (Eksjö–) Jönköpings läns gräns vid Hesterslid –Rydsnäs -Österbymo (131)–Årteflod–Kisa (23/34)–Råsö bro–Oppeby–Söderö–Åtvidaberg (35). Genomfart: Kisa: Ydrevägen– Storgatan – Enebygatan |
| 135 | Bränntorp (23/34) –Horn–Hycklinge–Kalmar läns gräns vid Vårdslunda (– Gamleby) |
| 206 | Vadstena (50) – Skänninge (32) samt Skänninge (32) – Öjebro – Tpl Mantorp (E4) |
| 209 | Norrköping (E4.08/E22, tpl Ljura) – Ö Husby–Arkösund. Genomfart: Norrköping: Arkösundsvägen – Söderleden                                                                                 |
| 210 | Tpl Norsholm (E4, 215) –Klubben – Söderköping (E22) – Skönberga (E22)– Hösterum – S:t Anna –Tyrislöt. Genomfart: Söderköping: Erik Dahlbergsgatan–Valdemarsviksvägen                     |
| 211 | Borensberg (34, tpl Borensberg) –Tjällmo – Örebro läns gräns vid Örmon (51) |
| 212 | Mossebo (E22) –Valdemarsvik–Gryt–Fyrudden. Genomfart: Valdemarsvik: Storgatan–Hamngatan                                                                                                  |
| 215 | Tpl Norsholm (E4, 210)–Norsholm–Kimstad–Skärblacka–Finspång (51). Genomfart: Finspång: Linköpingsvägen                                                                                   |

## 500–599
- Länsväg E 500: Stava (918) – trafikplats Vida Vättern (E4) – Kulhult (501)
- Länsväg E 500.01: grenväg mot Ödeshög (918)
- Länsväg E 501: Tällekullen – Kulhult (500) – Grimshult (503)
- Länsväg E 502: (Adelöv, F 998 –) Jönköpings läns gräns vid Ulvsbo – Boet (503) – Hällan (505) – Stora Åby kyrka (918)
- Länsväg E 503: Ödeshög (918) – Grimshult (501) – Boet (502) – Hultagölen (504) – Hålan (507) – Haga (508) – (Tranås, F 1009 –) Jönköpings läns gräns vid Rödjesjön
- Länsväg E 504: (Hakebo, F 1006 –) Jönköpings läns gräns vid Skruvhult – Hultagölen (503) – Svärdstorp (507)
- Länsväg E 505: Hällan (502) – Slangeryd (507)
- Länsväg E 506: Järnstad (918) – Fölseryd (507)
- Länsväg E 507: Hålan (503) – Svärdstorp (504, 508) – Slangeryd (505) – Ekeberg (509) – Sättra (511) – Fölseryd (506) – Hejla (918)
- Länsväg E 508: Svärdstorp (507) – Haga (503)
- Länsväg E 509: Ekeberg (507) – Mossebo (510) – Höghult (512) – Ljungstorp (515) – Särstad (513) – Mörby (E4) – Hogstad (942)
- Länsväg E 510: (Sommen, F 1011 –) Jönköpings läns gräns nordväst om Sommen – Mossebo (509)
- Länsväg E 511: Sättra (507) – Slätten (515)
- Länsväg E 512: Höghult (509) – Boxholms säteri (513)
- Länsväg E 513: Boxholm (Rv32) – Boxholms säteri (512) – Fjättmunna (514) – Ryckelsby (515, 515) – Särstad (509)
- Länsväg E 514: Fjättmunna (513) – Ekeby (515)
- Länsväg E 515: Jakobsberg (918, 944) – trafikplats Väderstad (E4) – Slätten (511) – Ljungstorp (509) – Ryckelsby (513) samt Ryckelsby (513) – Ekeby (514) – Öringe (Rv32)
- Länsväg E 516: Hogstad (942) – Hadelöv (Rv32)
- Länsväg E 526: Arvidsbo (134) – Katebo (527, 528) – Jönköpings läns gräns vid Arkarp (– Ingatorp, F 1037)
- Länsväg E 527: (Hult, F 1034 –) Jönköpings läns gräns vid Häradssjön – Katebo (526)
- Länsväg E 528: Katebo (526) – V Ryds kyrka (134)
- Länsväg E 529: Rydsnäs (134) – Sjöarp (532)
- Länsväg E 531: (Ingatorp, F 1039 –) Jönköpings läns gräns vid Andersbo grind – Idhult – Svinhults kyrka (532, 534) – Österbymo (134)
- Länsväg E 532: (Bruzaholm, F 1036 –) Jönköpings läns gräns vid Gluggebo – Sjöarp (529) – Svinhults kyrka (531)
- Länsväg E 533: Skuru (534) – Kalmar läns gräns vid Födekulla (– Grönsved, H 815)
- Länsväg E 534: Svinhults kyrka (531) – Skuru (533) – Ydrefors (537)
- Länsväg E 535: Mon (134) – Brosjön (537)
- Länsväg E 536: Storarp (134) – Tidersrums kyrka (537)
- Länsväg E 537: (Vimmerby, H 814 –) Kalmar läns gräns vid Ydrefors – Ydrefors (534) – Brosjön (535) – Bjärkefallsnäs (538) – Tidersrums kyrka (536) – Årteflod (134)
- Länsväg E 538: Bjärkefallsnäs (537) – Vervelns järnvägsstation
- Länsväg E 539: (Björkhult, H 822 –) Kalmar läns gräns vid Hästbäcken – Fubbetorp (540) – Karlberg (540) – Bjärkeryd (Rv23/Rv34)
- Länsväg E 540: Fubbetorp (539) – Korpklev – Karlberg (539)
- Länsväg E 541: (Björkhult, H 824 –) Kalmar läns gräns vid Långnäs – Bränntorp (Rv23/Rv34)
- Länsväg E 551: Studstorp (134) – Kalvsved (552) – Sillefall (559) – Hestra (131)
- Länsväg E 552: (Askeryd, F 1044 –) Jönköpings läns gräns vid V Lägern – Kalvsved (551)
- Länsväg E 553: (Bordsjö, F 1049 –) Jönköpings läns gräns vid L Skärsjön – Hestra (131)
- Länsväg E 554: Hackeryd (134) – Äng (131)
- Länsväg E 555: Broby (134) – Sandbäckstorp (131)
- Länsväg E 558: Åslycke (559) – Asby kyrka (131)
- Länsväg E 559: Sillefall (551) – Åslycke (558) – Salvarp (131)
- Länsväg E 560: Äng (131) – S Tullerum (561)
- Länsväg E 561: Asby kyrka (131) – Välen (565) – N Tullerum (563) – S Tullerum (560) – Nästången (134)
- Länsväg E 563: N Tullerum (561) – Edstorp (565) – Marek
- Länsväg E 565: Välen (561) – Edstorp (563)
- Länsväg E 566: Ramfall (131) – Stensnäs. Enskild färja över Sommen
- Länsväg E 567: Bubbetorp (131) – Torpa kyrka
- Länsväg E 568: Sundsudden – Blåvik (569) – Bösebo (580)
- Länsväg E 569: Blåvik (568) – Blåviks kyrka
- Länsväg E 574: Boxholm (580) – Boxholms järnvägsstation
- Länsväg E 576: Hultna (134) – Svenningeby
- Länsväg E 578: Årteflod (134) – Svalsjö (580)
- Länsväg E 579: Håredals lastplats – Svalsjö (580)
- Länsväg E 580: Björndal (134) – Svalsjö (578, 579) – Örsebo (585) – Malexander (581) – Sjöbo (586) – Bösebo (568) – Karsbotorp (588) – Boxholm (574, Rv32)
- Länsväg E 581: Malexander (580) – Malexanders kyrka
- Länsväg E 582: Kulla (134) – Kisa (584). Genomfart Kisa: V Vägen – Grönedegatan
- Länsväg E 584: Kisa (Rv23/Rv34, 582) – Sävsjömåla (585) – Ulrika kyrka (588). Genomfart Kisa: Grönedegatan – Ulrikagatan
- Länsväg E 585: Örsebo (580) – Sävsjömåla (584)
- Länsväg E 586: Sjöbo (580) – Öjarstugan (588)
- Länsväg E 588: Karsbotorp (580) – Sandvik (589) – Öjarstugan (586) – Danielshammar – Pikedal (594) – Ulrika (609, 610) – Ulrika kyrka (584) – Drögshult (613) – Grythult (602) – Muggebo (614) – Rimforsa (Rv23/Rv34, 604, 603)
- Länsväg E 589: Sandvik (588) – Friggestorp (591)
- Länsväg E 590: Strålsnäs (591) – Ingemarstorp (Rv32)
- Länsväg E 591: Boxholm (Rv32) – Strålsnäs (590) – Friggestorp (589) – Kårarp (592) – Bo (593)
- Länsväg E 592: Kårarp (591) – Kolstad (593)
- Länsväg E 593: V Hargs kyrka (594) – Bo (591) – Kolstad (592) – Mjölby (Hargsvägen) – Mjölby (5304, Järnvägsgatan) – Mjölby (E4.03, Kungsvägen). Genomfart Mjölby:Järnvägsgatan
- Länsväg E 594: Pikedal (588) – Stora Haddebo (595) – Önnebo (611) – Västra Harg (596) – V Hargs kyrka (593) – Lunnarp (600) – Sya (636)
- Länsväg E 595: Ycke (609) – Stora Haddebo (594)
- Länsväg E 596: Västra Harg (594) – Mathem (599) – Gatekulla (600) – Östra Tollstad (627) – Hag (626) – Mantorp (636)
- Länsväg E 599: Mathem (596) – Brogård (609)

## 600–699
- Länsväg E 600: Lunnarp (594) – Gatekulla (596)
- Länsväg E 602: Slätmon (Rv23/Rv34) – Väsby (670) – Grythult (588)
- Länsväg E 603: Slätmon (Rv23/Rv34) – Kårtorp – Rimforsa (605) – Rimforsa (606) – Rimforsa (588) – Rimforsa (675) – Linnäs (674) – Dal (685) – Hamra (Rv23/Rv34)
- Länsväg E 604: Rimforsa (588) – godsmagasinet vid Rimforsa järnvägsstation
- Länsväg E 605: Rimforsa (603) – Rimforsa järnvägsstation
- Länsväg E 606: Rimforsa (603) – Rimforsa skola
- Länsväg E 606.01: grenväg förbi pensionärshemmet (603)
- Länsväg E 609: Ulrika (588) – Ycke (595) – Björkhult (611, 612) – Ulvsberg (618) – Hallsberg (619) – Brogård (599) – Krångestad (623) – Unnerstad (624, 626) – Skiestad (625) – Gällstad Lundby (617) – Frackstad (630) – Skölstad (635) – Vikingstad (636)
- Länsväg E 610: Ulrika (588) – Lövingsborg (612) – Haraldsbo (613, 617) – Vittsäter (616) – Kongshult (614) – Smacka (631) – Skeda udde – Mutebo (Rv23/Rv34)
- Länsväg E 610.01: grenväg mot Kisa (Rv23/Rv34)
- Länsväg E 611: Önnebo (594) – Björkhult (609)
- Länsväg E 612: Björkhult (609) – Lövingsborg (610)
- Länsväg E 613: Drögshult (588) – Haraldsbo (610)
- Länsväg E 614: Muggebo (588) – Dammen (616) – Dänskebo (615) – Kongshult (610)
- Länsväg E 615: Dänskebo (614) – Rosendal (Rv23/Rv34)
- Länsväg E 616: Dammen (614) – Vittsäter (610) – Nykils kyrka (621)
- Länsväg E 617: Haraldsbo (610) – Häggebo (618) – Ullstorp (621) – Fettjestad (620, 622) – Brånstad (623) – Skiestad (625) – Gälstad-Lundby (609)
- Länsväg E 618: Ulvsberg (609) – Sjöhagen (620) – Häggebo (617)
- Länsväg E 619: Hallsberg (609) – Hagstugan (620)
- Länsväg E 620: Sjöhagen (618) – Hagstugan (619) – Fettjestad (617)
- Länsväg E 621: Ullstorp (617) – Nykils kyrka (616) – Boarp (632) – Utterstorp (631, 633) – Normstorp (634) – Hag (Rv23/Rv34)
- Länsväg E 622: Fettjestad (617) – L Broby (632)
- Länsväg E 623: Krångestad (609) – Gammalkils kyrka (624) – Brånstad (617)
- Länsväg E 624: Gammalkils kyrka (623) – Unnerstad (609)
- Länsväg E 625: förbindelseväg vid Skiestad (609 – 617)
- Länsväg E 626: Unnerstad (609) – Kapperstad (629) – Strömmen (627) – Hag (596)
- Länsväg E 627: Östra Tollstad (596) – Strömmen (626) – Lunnevad (628) – Prästtorp (630) – Berget (629) – Sjögestadbro (636)
- Länsväg E 628: Lunnevad (627) – Lunnevads folkhögskola
- Länsväg E 629: Kapperstad (626) – Tollstad (630) – Berget (627)
- Länsväg E 630: Frackstad (609) – Tollstad (629) – Prästtorp (627)
- Länsväg E 631: Smacka (610) – Utterstorp (621)
- Länsväg E 632: Boarp (621) – L Broby (622) – Gismestad (633) – Vikingstads kyrka (635) – Rakered (634) – L Greby (636)
- Länsväg E 633: Utterstorp (621) – Gismestad (632)
- Länsväg E 634: Normstorp (621) – Rakered (632)
- Länsväg E 635: Skölstad (609) – Vikingstads kyrka (632)
- Länsväg E 636: Albacken (E4.03) – Sya (594, 974) – Vasa (973) – Mantorp (596) – Olofstorp (638) – Viby (637) – Sjögestad vägkors (639, 1026) – Sjögestadbro (627, 1027) – Vikingstad (1028) – Vikingstad (609, 1037) – Solmark (634) – L Greby (632) – Haddorp (641) – Kåparpsrondellen (Rv23/Rv34, 709)
- Länsväg E 637: Viby (636) – Viby kyrka -
- Länsväg E 638: Olofstorp (636) – trafikplats Mantorp (E4, 206)
- Länsväg E 639: Sjögestad vägkors (636) – Sjögestad hållplats
- Länsväg E 641: Frössle (1037) – Haddorp (636) – Karstorp (Rv23/Rv34)
- Länsväg E 654: Bestorp (687) – Bestorps järnvägsstation
- Länsväg E 655: Oppeby (134) – Oppeby kyrka
- Länsväg E 657: (Djursdala, H 819 –) Kalmar läns gräns vid Råsmanskullen – Väsby (658)
- Länsväg E 658: Horn (135) – Väsby (657) – Kalmar läns gräns vid Höghult (– Locknevi, H 840)
- Länsväg E 659: (Locknevi, H 841 –) Kalmar läns gräns vid Åninge – Österby (135)
- Länsväg E 660: Horn (661) – Råsö bro (134)
- Länsväg E 661: Vadstugan (Rv23/Rv34) – Horn (660) – grenväg mot Hycklinge (661.01) – Horn (135)
- Länsväg E 662: Hycklinge (135) – Sätra (664) – Merhult (663) – Dymle (666)
- Länsväg E 663: Merhult (662) – Kalmar läns gräns vid Öv Bjurgölen (– Mulestad, H 857)
- Länsväg E 664: Sätra (662) – Björkfors (666)
- Länsväg E 665: väg genom Hycklinge (135 – 135)
- Länsväg E 665.01: väg till Hycklinge kyrka
- Länsväg E 666: Vada (134) – Björkfors (664) – Dymle (662) Kalmar läns gräns vid Drabo (– Tyllinge, H 860)
- Länsväg E 668: Lustbacken (670) – Framnäs (669) – Framnäs (134)
- Länsväg E 669: Framnäs (668) – V Eneby kyrka
- Länsväg E 670: Hitthem (Rv23/Rv34) – Lustbacken (668) – Väsby (602)
- Länsväg E 671: Utdala (134) – Boda (672) – Ånestad (673, 674)
- Länsväg E 672: väg genom Boda (671)
- Länsväg E 673: Ånestad (671) – Hägerstads kyrka (674)
- Länsväg E 674: Stjärnevik (134) – Ånestad (671) – Hägerstads kyrka (673) – Valla (678, 676) – Gårdeby (677) – Tjärstad (693) – Linnäs (683, 603)
- Länsväg E 675: Rimforsa (603) – Rimforsa brygga
- Länsväg E 676: Hovstad – Gårdeby (677) – Valla (674)
- Länsväg E 677: förbindelseväg vid Gårdeby (676 – 674)
- Länsväg E 678: Valla (674) – Kättilstad (679, 679) – Tegelsäter (134)
- Länsväg E 679: väg till och förbi Kättilstads kyrka (678 – 678)
- Länsväg E 680: Söderö (134) – Sjövalla (689) – Ramshult (691)
- Länsväg E 681: (Dalhem, H 859 –) Kalmar läns gräns vid Fagerdal – Önhult (682) – Adelsnäs (134)
- Länsväg E 682: Önhult (681) – Mosshult (Rv35)
- Länsväg E 683: Linnäs (674) – Opphem (684) – Opphem (685) – Bekarp (689)
- Länsväg E 684: Opphem (683) – förbi Opphems järnvägsstation
- Länsväg E 685: Dal (603) – Opphem (683)
- Länsväg E 686: (Dalhem, H 863 –) Kalmar läns gräns vid Långgöl – Broddebo (Rv35)
- Länsväg E 687: Brokind (Rv23/Rv34) – Vårdnäs (699) – Skruvkulla (689.01) – Bestorp (654, 689) – Bjärka-Säby (696) – Seltorp (699, 700) – Linköping (715/716, Ullstämmarondellen) – Linköping (5026, Ålerydsvägen) – Linköping (5024, Söderleden) – Linköping (715, trafikplats Hejdegården) – Linköping (E4.21, Drottninggatan) – Linköping (5003, Järnvägsgatan). Genomfart Linköping: Brokindsleden – Hamngatan
- Länsväg E 688: Karlemåla (Rv23/Rv34) – Arnebo (705) – Asplund (Rv23/Rv34)
- Länsväg E 689: Sjövalla (680) – Briteborg (690) – Bekarp (683) – Sätra (691)
- Länsväg E 689.01: Skruvkulla (687) – Sätra (691)
- Länsväg E 690: Briteborg (689) – Gissebo (691)
- Länsväg E 691: Bestorp (687) – Sätra (689.01, 689) – Skår (694) – Gissebo (690) – Ramshult (680) – Mormorsgruvan (692, 696) – Åtvidaberg (Rv35 cirkulationsplats Fågelsången). Genomfart Åtvidaberg: Gruvgatan – Nygårdsvägen – Lillsvängen
- Länsväg E 692: Mormorsgruvan (691) – Mormorsgruvan hållplats
- Länsväg E 693: Tjärstad (674) – Tjärstads kyrka
- Länsväg E 694: Skår (691) – Kringstorp (696)
- Länsväg E 695: Bjärka-Säby (696) – Bjärka-Säby järnvägsstation
- Länsväg E 696: Bjärka-Säby (687) – Bjärka-Säby (695) – Kringstorp (694) – Hedingstorp (703) – Mormorsgruvan (691)
- Länsväg E 698: Vårdnäs (699) – Vårdnäs kyrka
- Länsväg E 699: Vårdnäs (687, 698) – Sjögsäter (705) – Säljsäter (706) – Seltorp (687)

## 700–799
- Länsväg E 700: Seltorp (687) – Sturefors (701) – Sturefors slott (712) – Viggebyholm (703) – Grebo kyrka (704) – Rödsten (Rv35)
- Länsväg E 701: Sturefors (700) – Vists kyrka
- Länsväg E 702: St Dömestorp (Rv23/Rv34) – Skedagården (706) – Slaka (708)
- Länsväg E 703: Hedingstorp (696) – Viggebyholm (700)
- Länsväg E 704: Grebo kyrka (700) – Lundstorp (Rv35)
- Länsväg E 705: Arnebo (688) – Sjögsäter (699)
- Länsväg E 706: Säljsäter (699) – Kolbyttemon (707) – Skedagården (702) – Hag (Rv23/Rv34)
- Länsväg E 707: Kolbyttemon (706) – Linköping (710, Haningeleden) – Linköping (5026, Ålerydsvägen) – Linköping (5024, Söderleden) – Linköping (709, Lambohovsleden) – Linköping (5006, Kaserngatan) – Linköping (E4.04, Drottninggatan). Genomfart Linköping: Haningeleden – Djurgårdsgatan
- Länsväg E 708: Slaka (702) – Linköping (709, Lambohovsleden)
- Länsväg E 709: Kåparpsrondellen (Rv23/Rv34, 636) – Linköping (5030, Universitetsvägen) – Linköping (708, väg till L Aska griftegård) – Linköping (707, Haningeleden)
- Länsväg E 710: Linköping (715, Vistvägen) – Linköping (707, Rosenkällavägen)
- Länsväg E 712: Sturefors slott (700) – Åhagen (713)
- Länsväg E 713: Öv Fillinge (Rv35) – Åhagen (712) – Landeryd (714) – Humpen (716)
- Länsväg E 714: Landeryd (713) – Landeryds kyrka
- Länsväg E 715: Linköping (687, Ullstämmarondellen) – Linköping (710, Haningeleden), Linköping (5026, Ålerydsvägen) – Linköping (5024, Söderleden) – Linköping (687, trafikplats Hejdegården). Genomfart Linköping: Vistvägen
- Länsväg E 716: Linköping (687, Ullstämmarondellen) – Linköping (717, Skonbergavägen) – Humpen (713) – Degeryd (Rv35). Genomfart Linköping: Vårdsbergsvägen
- Länsväg E 717: Linköping (716, Vårdsbergsvägen) – Bökestad (Rv35)
- Länsväg E 723: Mosshult (Rv35) – Hagen (724)
- Länsväg E 724: Broddebo (Rv35) – Hagen (723) – Falerum (731)
- Länsväg E 725: Forsaström (731) – Könserum (730)
- Länsväg E 726: Kvarnvik (739) – Gärdsnäs
- Länsväg E 727: (Ukna, H 898 –) Kalmar läns gräns vid Högberget – Hannäs (744)
- Länsväg E 727.01: grenväg mot V Tryserum (744)
- Länsväg E 727.02: grenväg mot Falerum (744) – Kvarnvik (739)
- Länsväg E 730: Gärdserums kyrka (743) – Könserum (725) – Lillsjön (733) – Kävelsbo (732)
- Länsväg E 731: (Eds bruk, H 888 –) Kalmar läns gräns vid Hyddan – Falerum (744, 743, 724) – Kvistrum (743) – Forsaström (725) – Bertilsbo (Rv35)
- Länsväg E 732: Åtvidaberg (Rv35) – Kävelsbo (730) – Sunnebo (742) – Salvedal (764) – Borkhult (733) – Häggebo (777) – Tolsum (778) – Ringarum (738). Genomfart Åtvidaberg: Sunnebovägen
- Länsväg E 733: Lillsjön (730) – Fröjerum (734) – Borkhult (732)
- Länsväg E 734: Rumma (739) – Fröjerum (733)
- Länsväg E 735: Rosenlund (739) – Grönstorp (736, 736) – Gusum (738)
- Länsväg E 736: Brantsbo (739) – Grönstorp (735) samt Grönstorp (735) – Birkekärr (738)
- Länsväg E 737: Sävsjön (E22) – Valdemarsvik (806)
- Länsväg E 738: Mossebo (E22) – Birkekärr (736) – Gusums griftegård (813) – Gusum (820, 735) – Frörum (822) – Bråta (823) – Ringarum (827, 825, 732) – Höckrum (E22)
- Länsväg E 739: Falerum (744) – Rumma (734) – Kvarnvik (726, 727) – Brantsbo (736) – Rosenlund (735) – Sävsjön (E22)
- Länsväg E 740: Vallmo (Rv35) – Fillinge – Starrgården (Rv35)
- Länsväg E 741: Vrånghult (Rv35) – Bersbo (745, 742) – Ö Valsinge (747) – Björsäter (748, 764) – Höversby (766) – Brunnsås (768, 752) – Örtomta (753, 761, 753) – Mossänder (769) – Kumla (796)
- Länsväg E 742: Sunnebo (732) – Bersbo (741)
- Länsväg E 743: Falerum (731) – Gärdserums kyrka (730) – Kvistrum (731)
- Länsväg E 744: Falerum (731) – Falerum (739) – Hannäs (727, 727.01, 727.02) – V Tryserum (746) – Kårtorp (E22)
- Länsväg E 745: Tälltorpet (748) – Bersbo (741)
- Länsväg E 746: Knappekulla – V Tryserum (744)
- Länsväg E 747: Villsjö (748) – Ö Valsinge (741)
- Länsväg E 748: Rödsten (Rv35) – Tälltorpet (745) – N Värna (750) – Villsjö (747) – Björsäter (741)
- Länsväg E 749: förbindelseväg vid Bjärstad (Rv35 – 750)
- Länsväg E 750: N Värna (748) – Grävsten (751) – Bjärstad (749) – Bankekind (752, 754) – Unnerstad (761)
- Länsväg E 751: Grävsten (750) – Ekenäs (752)
- Länsväg E 752: Erikstad (Rv35) – Bankekind (750) – Ekenäs (751) – Brunnsås (741)
- Länsväg E 753: väg genom Örtomta samhälle (741 – 741)
- Länsväg E 754: Bankekinds kyrka – Bankekind (750) – Askeby (761)
- Länsväg E 756: Vårdsberg (Rv35) – Vårdsbergs kyrka
- Länsväg E 757: Degeryd (Rv35) – Degeryd (761) – Hovetorp (758) – Linghem järnvägsstation (763) – Linghem (796)
- Länsväg E 757.01: förbindelseväg mot Linköping (796)
- Länsväg E 758: Hovetorp (757) – Beatelund (796)
- Länsväg E 761: Degeryd (Rv35) – Unnerstad (750) – Askeby (754, 763, 755) – Örtomta (741)
- Länsväg E 762: Ö Ryd (777) – Ö Ryds kyrka
- Länsväg E 763: Askeby (761) – Linghems järnvägsstation (757)
- Länsväg E 764: Salvedal (732) – Byrum (765) – Björsäter (741)
- Länsväg E 765: Byrum (764) – Bubbetorp (766) – Ö Ryd (777)
- Länsväg E 766: Höversby (741) – Bubbetorp (765)
- Länsväg E 767: Ö Ryd (777) – Össby (768)
- Länsväg E 768: Brunnsås (741) – St Koppetorp (769) – Åkerby (775) – Össby (767, 776) – Hylinge (777)
- Länsväg E 769: Mossänder (741) – Halleby (774) – St Koppetorp (768)
- Länsväg E 770: Gistad (771) – Brånnestad – Äleby (771)
- Länsväg E 771: Gistad (796, 772, 770) – Gistads kyrka (773) – Äleby (770) – Ekenberg (774)
- Länsväg E 772: Gistad (771) – Skävid (774)
- Länsväg E 773: Väg (771) – Gistads kyrka
- Länsväg E 774: Halleby (769) – Ekenberg (771) – Skävid (772, 775) – Fristad (210)
- Länsväg E 775: Skävid (774) – Åkerby (768)
- Länsväg E 776: Össby (768) – Gårdeby kyrka
- Länsväg E 777: Häggebo (732) – Kulefall (780) – Ö Ryd (762, 765, 767) – Hylinge (781, 768) – Klubben (210)
- Länsväg E 778: Tolsum (732) – Fyllingarum (779) – Skälboö (E22)
- Länsväg E 779: Stintorp (780) – Fyllingarum (778)
- Länsväg E 780: Kulefall (777) – Stintorp (779) – Bleckstad (781) – Söderköping (E22). Genomfart Söderköping: Ö Rydsvägen
- Länsväg E 781: Hylinge (777) – Nybble (782) – Bleckstad (780)
- Länsväg E 782: Nybble (781) – Finnerstad (210)
- Länsväg E 792: Fristad (210) – Västerby (793)
- Länsväg E 793: Karlslund (210) – Västerby (792, 795) – trafikplats Lund (215) – Norsholm (1147)
- Länsväg E 794: Norsholm (215) – Melby (795)
- Länsväg E 795: Västerby (793) – trafikplats Melby (E4, 794) – Brink (1149)
- Länsväg E 796: Mörtlösarondellen (E4.21, Rv35) – Beatelund (1060, 758) – Linghem (1064, 757, 757) – Törnevalla kyrka (1065) – Kumla (741) – Gistad (771, 1066) – Markeby (1064) – Skinnstad (210)
- Länsväg E 797: (Eds bruk, H 909 –) Kalmar läns gräns vid Ålötterna – Långrådna (817) – Stjärneberg – Hagby (803) – Snällebo (803) – Gållösa (806)
- Länsväg E 799: Klubben (210) – Norrköping (E22/5520, trafikplats Vilbergen). Genomfart Norrköping: Gamla Övägen

## 800–899
- Länsväg E 800: Väg (210) – V Husby kyrka
- Länsväg E 801: Evertsholm (210) – Snörum (E22)
- Länsväg E 802: (Grötebo, H 908 –) Kalmar läns gräns vid Oltorp – Åkroken (817)
- Länsväg E 803: Stinghult (E22) – Tryserums kyrka – Snällebo (797)
- Länsväg E 803.01: grenväg till Hagby (797)
- Länsväg E 806: Kårtorp (E22) – Gållösa (797) – Valdemarsvik (737, 212)
- Länsväg E 809: Åbäcksnäs (212) – Breviksnäs brygga inkl brygga
- Länsväg E 810: Gryt (212) – Gryts brygga
- Länsväg E 811: Gryt (212) – Gryts kyrka
- Länsväg E 812: Gryt (212) – Evelund
- Länsväg E 813: Väg (738) – Gusums griftegård
- Länsväg E 814: Åby (822) – N Gusum (820)
- Länsväg E 815: Valdemarsvik (212) – Rullerum (819) – Helgelöt (818)
- Länsväg E 816: Fredriksdal (212) – Strand (819) – Varphagen (818)
- Länsväg E 817: (Eds bruk, H 909 –) Kalmar läns gräns vid Melby – Åkroken (802) – Åsvik – Långrådna (797)
- Länsväg E 818: Hösterum (210) – Sjögerum (828) – Börrums kyrka (820) – Börrum (826) – Helgelöt (815) – Varphagen (816) – S Finnö by
- Länsväg E 819: L Gusum (820) – Svinsbo (824) – Rullerum (815) – Strand (816)
- Länsväg E 820: Gusum (738) – Gusum (822) – N Gusum (814) – trafikplats Gusum (E22) – Byngarens nordspets (824) – Gustorp (823) – L Gusum (819) – Börrums kyrka (818)
- Länsväg E 822: Frörum (738) – Åby (814) – Gusum (820)
- Länsväg E 823: Bråta (738) – Grimsum (E22) – Gustorp (820)
- Länsväg E 824: Byngarens nordspets (820) – Svinsbo (819)
- Länsväg E 825: Ringarum (738) – Ringarums kyrka
- Länsväg E 826: Börrum (818) – Fruglöt – Ytterby (828)
- Länsväg E 827: Ringarum (738) – Norrby (E22)
- Länsväg E 828: Sjögerum (818) – Askesum (831) – Ytterby (826) – Bråta (210)
- Länsväg E 829: S:t Anna (210) – S:t Anna kyrka
- Länsväg E 830: S:t Anna (210) – Tjärholm
- Länsväg E 831: Askesum (828) – Hammantorp (210) – Stegeborg (839)
- Länsväg E 833: Fröberga (E22) – Hälla (836) – L Sörby (210)
- Länsväg E 834: L Sörby (210) – Loviseberg (835) – Kalkbrinken (839)
- Länsväg E 835: Loviseberg (834) – Berg (839)
- Länsväg E 836: Hälla (833) – Varsten (210)
- Länsväg E 837: Varsten (210) – Mogata kyrka (839)
- Länsväg E 839: Mellantorp (210) – Mogata kyrka (837) – Berg (835) – Kalkbrinken (834) – Stegeborg (831) – Stegeborg (840) – Stegeborg (862) – L Uppäng (210)
- Länsväg E 840: Stegeborg (839) – Skällviks kyrka
- Länsväg E 841: Åkerby (851) – Å kyrka
- Länsväg E 842: Väg (848) – Furingstads kyrka
- Länsväg E 843: trafikplats Klevbrinken (E22) – Bjärka (844) – Tåby (845) – Fristad (851, 853) – Unnerstad (852) – Kuddby kyrka (857, 855) – Rosendal (862) – Mamre (864) – Ö Husby (877, 209)
- Länsväg E 844: Snörum (E22) – Bjärka (843)
- Länsväg E 845: Tingstad (846) – Skjorstad (848) – Tåby (843) – Riskasten (852) – Mem
- Länsväg E 846: Tingstad (E22, 845) – Sidkälla (847) – Fröberga (209)
- Länsväg E 847: Styrstads kyrka – Sidkälla (846)
- Länsväg E 848: Skjorstad (845) – Furingstads kyrka (842) – Idingstad (850) – Ljung (849) – Brinken (209)
- Länsväg E 849: Ljunga (848) – Dagsberg (209)
- Länsväg E 850: Idingstad (848) – Skälsund (209)
- Länsväg E 851: Fristad (843) – Snörum (852, 852) – Kåverö (856 ) – Åkerby (841, 858) – Sjövalla (861) – Grindtorp (862)
- Länsväg E 852: Riskasten (845) – Snörum (851) samt Snörum (851) – Unnerstad (843)
- Länsväg E 853: Fristad (843) – Grinneby (855)
- Länsväg E 854: Väsby (855) – Säby (209)
- Länsväg E 855: Kuddby kyrka (843) – Grinneby (853) – Väsby (854) – Krongården (209)
- Länsväg E 856: Kåverö (851) – Kuddby kyrka (857)
- Länsväg E 857: Kuddby kyrka (843, 856) – Skamby (862)
- Länsväg E 858: Å kyrka (851) – Hageby (862)
- Länsväg E 861: Sjövalla (851) – Ö Ny (862)
- Länsväg E 862: Stegeborg (839) – färjeled över Slätbaken – Bryggartorpet (863) – Grindtorp (851) – Ö Ny kyrka (866) – ÖNy (861) – Hageby (858) – Skamby (857) – Rosendal (843) – Säby (209)
- Länsväg E 863: Bryggartorpet (862) – Skälläng (867) – Rönö kungsgård (870, 874) – Gottenvik (876) – Brytsbo (209)
- Länsväg E 864: Mamre (843) – Fettjestad (209)
- Länsväg E 866: Ö Ny kyrka (862) – Östermem (867)
- Länsväg E 867: Skälläng (863) – Östermem (866) – Häradshammar (868, 209)
- Länsväg E 868: Häradshammar (867) – Häradshammars kyrka
- Länsväg E 870: Rönö kungsgård (863) – Skälvsäter (871) – Gårdsjö (209)
- Länsväg E 871: Skälvsätter (870) – Kättinge (209)
- Länsväg E 874: Rönö kungsgård (863) – Rönö kyrka (875)
- Länsväg E 875: Rönö kyrka (874) – Stäks brygga inkl brygga
- Länsväg E 876: Gottenvik (863) – Jonsberg (209)
- Länsväg E 877: Ö Husby (843, 890) – Bossgård (209)
- Länsväg E 878: Lindövägen i Norrköping (E4.08) – Odalgatan – Söderleden (5537) – Kanalgatan – Bråviksvägen
- Länsväg E 881: Brinken (209) – Marby (882) – Stenbro (884) – Djurö kvarn
- Länsväg E 882: Väg (881) – Marby
- Länsväg E 883: Dagsberg (884) – Dagsbergs kyrka
- Länsväg E 884: Dagsberg (209, 883) – Stenbro (881)
- Länsväg E 886: Fettjestad (209) – Ö Stenby kyrka (887) – Gökstad (888) – Järstad (888)
- Länsväg E 887: Ö Stenby kyrka (886) – Torslund
- Länsväg E 888: Gökstad (886) – Ållonö – Järstad (886)
- Länsväg E 890: Ö Husby (877, 209) – Tväggestad (892) – Grindtorp (893) – Björsätter
- Länsväg E 891: Ö Husby (209) – Skenäs – färjeled över Bråviken – Säter – Örntäppan (903) – Dalhem (911) – Krullen (910) – Södermanlands läns gräns vid Krullen (– Jönåker, D 504)
- Länsväg E 892: Tväggestad (890) – Svenneby (209)
- Länsväg E 893: Grindtorp (890) – Mauritsberg
- Länsväg E 895: Kättinge (209) – Broxvik
- Länsväg E 896: Jonsberg (209) – Jonsbergs kyrka
- Länsväg E 897: väg till Sandviken (209) inkl brygga
- Länsväg E 898: Åby (900) – Norrviken (899)
- Länsväg E 899: trafikplats Björnsnäs (E4) – Norrviken (898) – Porsgata (903) – Strömsfors (904) – Örsta (907) – Södermanlands läns gräns

## 900–999
- Länsväg E 900: Jursla – trafikplats Jursla (Rv55) – trafikplats Jursla (Rv56) – Åby (898) – Graversfors (Rv55, Rv56)
- Länsväg E 901: trafikplats Åby (E4) – Bravikenvägen – Loddby
- Länsväg E 903: Porsgata (899) – Sjövik (904) – Kolmården (907, 909) – Örntäppan (891)
- Länsväg E 904: Sjövik (903) – Krokek (905) – Strömsfors (899) – trafikplats Strömsfors (E4)
- Länsväg E 905: Krokek (904) – Hyttan (907)
- Länsväg E 906: Kolmården (907) – Krokeks kyrka
- Länsväg E 907: Kolmården (903, 906) – Hyttan (905) – Örsta (899)
- Länsväg E 909: Kolmården (903) – Marmorbruket
- Länsväg E 910: Kvarseboklint – Kvarsebo (911, 911) – Stugubråten – Krullen (891)
- Länsväg E 911: Dalhem (891) – Kvarsebo (910) samt Kvarsebo (910) – Södermanlands läns gräns (– Nävekvarn, D 511)
- Länsväg E 918: (Gränna, F 993 –) Jönköpings läns gräns vid Narbäck – Stava (500, 500) – Ödeshög (503) – Ödeshög – Åby (925) – Stora Åby kyrka (502) – Järnstad (506) – Hejla (507, 926) – St Kullen (929) – Östad (942) – Jakobsberg (515, 944). Genomfart Ödeshög: Grännavägen – Storgatan – Mjölbyvägen
- Länsväg E 918.01: grenväg (Rv50)
- Länsväg E 919: trafikplats 106 Ödeshög (E4) – Vadstena (943, 206) – Motala trafikplats – Södra Freberga (Rv50)
- Länsväg E 920: Rök (926) – Röks kyrka
- Länsväg E 923: Hästholmen (919) – Hästholmens hamn
- Länsväg E 924: Hästholmen (919) – V Tollstads kyrka
- Länsväg E 925: Åby (918) – Heda kyrka (926)
- Länsväg E 926: S Djurledet (919) – Heda kyrka (925) – Rök (920) – Hejla (918, 928)
- Länsväg E 927: Väg (919) – Alvastra klosterruin – S Djurledet (919)
- Länsväg E 928: Hejla (926) – Renstad (930)
- Länsväg E 929: St Kullen (918) – Kyleberg (930)
- Länsväg E 930: Väversunda (919) – Väversunda kyrka (931) – Renstad (928) – Kyleberg (929) – Karleby (944)
- Länsväg E 931: Väg (930) – Väversunda kyrka
- Länsväg E 932: Borghamns stenbrott – Borghamn (934) – Rogslösa (936, 919)
- Länsväg E 932.01: i väg Borghamn
- Länsväg E 934: Nyby (919) – Skedet – Borghamn (932)
- Länsväg E 935: Gatugården (919) – Källstads kyrka
- Länsväg E 936: Rogslösa (919) – Rogslösa kyrka – Gatugården (919)
- Länsväg E 936.01: förbindelsväg till Hässleby (932)
- Länsväg E 937: Herrestad (919) – Herrestads kyrka
- Länsväg E 938: Herrestad (919) – Åbylund (940) – Strå kyrka – Strå (944)
- Länsväg E 938.01: väg till Strå kyrka
- Länsväg E 940: Åbylund (938) – Mjölna (919)
- Länsväg E 941: Mörby (919) – Örberga kyrka – Nässja kyrka – Kasta (919)
- Länsväg E 942: Östad (918) – Väderstad (944) – Hogstad (509, 516, 950) – Kummelby (952) – Skrukeby (954) – Hulje (Rv50.01)
- Länsväg E 943: Kungs Starby (919) – Hovsvägen (944) – Östra Starby (919). Genomfart Vadstena: S Vägen – Margaretavägen – Birgittas väg
- Länsväg E 944: Jakobsberg (515, 918) – Väderstad (942) – Lämminge (945) – Karleby (930) – Hovs kyrka (947) – Bonorlunda (948) – Strå (938, 949) – Vadstena (919) – Vadstena (943). Genomfart Vadstena: Hovsvägen
- Länsväg E 945: Lämminge (944) – Bjälbo (950, 950) – Skänninge (952) – Skänninge (Axstadsvägen) – Skänninge (955, Mjölbygatan). Genomfart Skänninge: Bjälbogatan
- Länsväg E 946: Motalagatan i Vadstena (966, Skänningegatan) – Vadstena (967) – Vadstena (Östra Rännevallen) – Vadstena (Rv50)
- Länsväg E 947: Hovs kyrka (944) – Bjälbo kyrka (950)
- Länsväg E 948: Bondorlunda (944) – Orlunda kyrka (950)
- Länsväg E 949: Strå (944) – Börstad (950)
- Länsväg E 950: Hogstad (942) – Svämbron (953) – Bjälbo (945) samt Bjälbo (945) – Bjälbo kyrka (947) – Ramstad (956) – Orlunda kyrka (948) – Börstad (949) – Granby (206)
- Länsväg E 951: Järnvägsgatan i Vadstena (Rv50) – Kronängsgatan – Slottsgatan (965)
- Länsväg E 952: Kummelby (942) – Axstad (953, 953) – Skänninge (945, Bjälbogatan)
- Länsväg E 953: Svämbron (950) – Axstad (952) samt Axstad (952) – Högby kyrka (954) – Hulje (Rv50)
- Länsväg E 954: Skrukeby (942) – Högby kyrka (953) – Högby
- Länsväg E 955: Borneholm (Rv50) – Skänninge (5350) – Skänninge (Idrottsvägen) – Skänninge (945, Bjälbogatan) – Ingridsdal (956) – Bergslund (206). Genomfart Skänninge: Mjölbygatan – S Kyrkogatan – V Kyrkogatan – Vadstenavägen
- Länsväg E 956: Ramstad (950) – Ingridsdal (955)
- Länsväg E 958: Egebyåsen (206) – Aska (959) – Hagebyhöga (960, 962) – Hagebytorp (Rv50)
- Länsväg E 959: Aska (958) – Högalund (962)
- Länsväg E 960: Fivelstads kyrka (206) – St Ölstorp (961) – Hagebyhöga (958)
- Länsväg E 961: St Ölstorp (960) – Rävsjö (963)
- Länsväg E 962: Ö Starby (919) – Högalund (959) – Hagebyhöga (958) – Högrabacken (963, 964, 979) – Nyckelby (987) – Sjökumla (Rv32)
- Länsväg E 963: Stubbetorp (987) – Rävsjö (961) – Högrabacken (962)
- Länsväg E 964: Högrabacken (962) – Norrsten (Rv50)
- Länsväg E 965: Slottsgatan i Vadstena (943 – 951)
- Länsväg E 966: Skänningegatan i Vadstena (943 – 946)
- Länsväg E 967: (Ö Rännevallen – Klosterledsgatan – Nådendalsvägen) i Vadstena (946 – 946)
- Länsväg E 968: Egeby (976) – Gåvarp (969)
- Länsväg E 969: Lycketorps hållplats (977) – Gåvarp (968) – Ågården (971) – Spångsholm (972) – Grimstorp (974)
- Länsväg E 970: Högby (977) – Ullevi (206)
- Länsväg E 971: Ågården (969) – Öjebro (206)
- Länsväg E 972: förbindelseväg vid Spångsholm mot Gottlösa (969 – 974)
- Länsväg E 973: Vasa (636) – Veta (975) – Spångsholm (974) – Forsa (206)
- Länsväg E 974: Sya (636) – Grimstorp (969) – Spångsholm (972, 973) – Gottlösa (206)
- Länsväg E 975: Veta (973) – Veta kyrka
- Länsväg E 976: Mjölby (977, Egeby backe) – Egeby (968) – Albacken (E4.03). Genomfart Mjölby: Vetagatan
- Länsväg E 977: Mjölby (E4.03/Rv50.01, Kungsvägen) – Mjölby (976, Egeby backe) – Lycketorp hållplats (969) – Högby (970) – trafikplats Skänninge Södra (Rv50/955) – Skänninge (206/Linköpingsgatan). Genomfart Mjölby: Skänningevägen
- Länsväg E 979: Fågelsta (987) – Högrabacken (962)
- Länsväg E 980: Risberga (206) – Eketorp (981) – Sund (987)
- Länsväg E 981: Eketorp (980) – Öv Götala (982) – Tovetorp (984) – Varvs kyrka (990)
- Länsväg E 982: Öv Götala (981) – Styra (984)
- Länsväg E 983: Fågelsta (987) – Rv50 – Styra (984)
- Länsväg E 984: Örnsnäs (990) – Tovetorp (981) – Styra (982, 983) – Tranberga (985) – Grepstad (990)
- Länsväg E 985: Tranberga (984) – Sörby (990)
- Länsväg E 986: Sjökumla (990) – L Åby (994)
- Länsväg E 987: Fivelstads kyrka (206) – Stubbetorp (936) – Sund (980) – Fågelstad (983, 979) – Nyckelby (962) – trafikplats S Freberga (Rv50)
- Länsväg E 988: Varvs kyrka (990) – Varv (994)
- Länsväg E 989: Sörby (990) – Varv (994)
- Länsväg E 990: trafikplats Skänninge Norra (Rv50, 206) – Biskopsberga (1006) – Varv (988) – Sjökumla (962, 986) – Motala (Rv50). Genomfart Motala: Sveavägen – Vadstenavägen
- Länsväg E 994: Götevi (1006) – Varv (988, 989) – Östervarv (996) – L Åby (986, 1050)
- Länsväg E 996: Östervarv (994) – Ask (1050)
- Länsväg E 998: Åsmestad (1050) – Österstad (1068)

## 1000–1099
- Länsväg E 1000: Hyttringe (1050) – Lönsås kyrka (1003, 1001) – Korskrog (1006)
- Länsväg E 1001: Lönsås (1000) – Kårstad (1068)
- Länsväg E 1002: Bäckegården (206) – Lindevad (1004)
- Länsväg E 1003: Borg (1006) – Lönsås kyrka (1000)
- Länsväg E 1004: Ullevi (206) – Järstads kyrka (1007) – Lindevad (1002) – Vallerstads kyrka (1006)
- Länsväg E 1005: Öjebro (206) – Normlösa kyrka (1010)
- Länsväg E 1006: Brunnsgården (990) – Vallerstads kyrka (1004) – Bjuggorp (1008) – Götevi (994) – Melstad (1009) – Rimstad (1015) – Boberg (1016) – Fornåsa (1050) – Ö Fornås (1013) – Borg (1003) – Korskrog (1000, 1022) – Örstorp (1068) – Olofstorp (1077) – Borensberg (1078)
- Länsväg E 1007: Öjebro (206) – Järstads kyrka (1004)
- Länsväg E 1008: Bjuggorp (1006) – Narveryd (1009) – Berg (1010)
- Länsväg E 1009: Narveryd (1008) – Melstad (1006)
- Länsväg E 1010: Gottlösa (206) – Normlösa kyrka (1005, 1024) – Broby (1011) – Berg (1008) – Skeppsås kyrka (1015)
- Länsväg E 1011: Broby (1010) – Örvad (1013) – Älvestads kyrka (1014) – Karlshov (1015)
- Länsväg E 1013: Örvad (1011) – Försjö (1014, 1015) – Mölltorp (1050) – Ö Fornås (1006)
- Länsväg E 1014: Älvestads kyrka (1011) – Försjö (1013)
- Länsväg E 1015: Rimstad (1006) – Skeppsås kyrka (1010) – Henstorp (1016) – Försjö (1013) – Lickstabacken (1019) – Karlshov (1011) – Klockrike (1050) – Klockrike kyrka (1022) – Brunneby (Rv34)
- Länsväg E 1016: Henstorp (1015) – Boberg (1006)
- Länsväg E 1019: Lickstabacken (1015) – Älvan (1050)
- Länsväg E 1022: Korskrog (1006) – Klockrike kyrka (1015)
- Länsväg E 1024: Normlösa kyrka (1010) – Spärringe (1025)
- Länsväg E 1025: Uljeberg (206) – Spärringe (1024) – Västerlösa (1026) – Egeby (1030) – Björkeberg (1031) – Kullersbo (1039) – Flistad (1050) – Maspelösa (1040) – Rågårda (Rv34)
- Länsväg E 1026: Sjögestad (636) – Sålla – Västerlösa kyrka (1028, 1025)
- Länsväg E 1027: Sjögestadbro (636) – Haga (1028) – Rappestad (1032) – Forsa (1030)
- Länsväg E 1028: Vikingstad (636) – Haga (1027) – Västerlösa kyrka (1026)
- Länsväg E 1030: Egeby (1025) – Lind (1031) – Forsa (1027) – Tallbacken (1039) – Malmslätt (1043) – trafikplats Värö (E4.04, 1035) – Linköping (E4.05, Bergsvägen). Genomfart Linköping: Nygårdsvägen – anslutning till Bergsvägen (E4.05)
- Länsväg E 1031: Lind (1030) – Björkeberg (1025)
- Länsväg E 1032: Vikingstad (1037) – Rappestad (1027)
- Länsväg E 1035: Värö (1030) – Kaga (1041)
- Länsväg E 1037: Vikingstad (636) – Vikingstad (1032) – Frössle (641) – Malmslätt – Sjövalla (1043)
- Länsväg E 1039: Kullersbro (1025) – Ledberg (1044) – Tallbacken (1030)
- Länsväg E 1040: Kärrsjö (1044) – N Lund (1050) – Maspelösa (1025)
- Länsväg E 1041: Ledberg (1044) – Kaga (1042, 1035) – Sätuna (1136)
- Länsväg E 1042: Kaga (1041) – Kaga kyrka
- Länsväg E 1043: Malmslätt (1030) – Sjövalla (1037) – trafikplats Malmslätt (E4.04). Motortrafikled: Jakobslund – trafikplats Malmslätt (E4.04)
- Länsväg E 1044: Ledberg (1039) – Ledberg (1041) – Kärrsjö (1040) – Rökinge (1045) – Vreta kloster (1046, 1123)
- Länsväg E 1045: Rökinge (1044) – Härna (1136)
- Länsväg E 1046: Vreta kloster (1044) – Vreta klosters kyrka (P-plats)
- Länsväg E 1048: Flistad (1050) – Flistads kyrka
- Länsväg E 1050: Motala (990) – Vinnerstad – L Åby (994) – Ask (996, 1074) – Österstad (1068) – Åsmestad (998) – Hyttringe (1000) – Fornåsa (1006) – Mölltorp (1013) – Älvan (1019) – Klockrike (1015) – Flistad (1048; 1025) – N Lund (1040) – Stora Sjögestad (Rv34)
- Länsväg E 1057: Gumpekulla (E4.21) – Gärstad (1058) – Ekängen – Tägneby (1060)
- Länsväg E 1058: Gärstad (1057) – Karstorp (1059) – Rystads kyrka (1060)
- Länsväg E 1059: Karstorp (1058) – Skälv (1060)
- Länsväg E 1060: Beatelund (796) – Rystads kyrka (1058) – Skälv (1059) – Tägneby (1057) – Grimstad (1063) – Ö Hargs kyrka
- Länsväg E 1063: Grindtorp (1064) – Grimstad (1060)
- Länsväg E 1064: Linghem (796) – Grindtorp (1063) – Gullberg (1065) – Ö Skrukeby kyrka – Lillkyrka kyrka – Markeby (796)
- Länsväg E 1065: Törnvalla kyrka (796) – Gullberg (1064)
- Länsväg E 1068: Österstad (1050, 1076, 998) – Kårstad (1001, 1074) – Örstorp (1006)
- Länsväg E 1074: Ask (1050) – Ekebyborna kyrka (1076) – Kårstad (1068)
- Länsväg E 1076: Österstad (1068) – Ekebyborna kyrka (1074)
- Länsväg E 1077: Olofstorp (1006) – Brunneby (Rv34)
- Länsväg E 1078: trafikplats Borensberg (Rv34) – Borensberg (1006) – Brunneby (Rv34)
- Länsväg E 1081: Illersjö (Rv50) – Djurkälla – Kavelbäck (1082) – Friden (Rv50)
- Länsväg E 1082: Kavelbäck (1081) – Tokanäset
- Länsväg E 1083: Medevi brunn (1084) – Odensbergs brygga
- Länsväg E 1084: Grindtorpet (Rv50) – Medevi brunn (1083, Rv50)
- Länsväg E 1088: Offerby (Rv34) – Ängesby (Rv50)
- Länsväg E 1089: Ervasteby (Rv34) – Karlsby (1097)
- Länsväg E 1090: Ryggsten (Rv50) – Nykyrka – Nykyrka (Rv50)
- Länsväg E 1092: Länsmanstorp (Rv50) – Kvarnsjön (1093) – Bona (1097) – V Rödja (1094, 1096) – Hälla (1102) – Godegårds järnvägsstation (1101, 1105) – Örebro läns gräns vid Jakobshyttan (– Mariedamm, T 604)
- Länsväg E 1093: Grindtorpet (Rv50) – Kvarnsjön (1092)
- Länsväg E 1094: Medevi brunn (Rv50) – Medevi (1095) – V Rödja (1092)
- Länsväg E 1095: Medevi (1094) – Örebro läns gräns vid Medevi (– Askersund, T 584)
- Länsväg E 1096: V Rödja (1092) – Hättorp (211)
- Länsväg E 1097: Lilleberg (Rv34) – Tälleberg (1099) – Karlsby (1100, 1089) – Bona (1092)
- Länsväg E 1098: Kristbergs kyrka (Rv34) – Skalleby (1099) – Olivehult (211)
- Länsväg E 1099: Tälleberg (1097) – Skalleby (1098)

## 1100–1199
- Länsväg E 1100: Karlsby (1097) – Hästbäcken (211)
- Länsväg E 1101: Godegårds järnvägsstation (1092) – Godegårds bruk (1102, 1106) – Kopparfall (211)
- Länsväg E 1102: Hälla (1092) – Godegårds bruk (1101)
- Länsväg E 1105: Godegårds järnvägsstation (1092) – Örebro läns gräns nordväst Norrsjön (– Zinkgruvan, T 592)
- Länsväg E 1106: Godegårds bruk (1101) – Tybble (1107)
- Länsväg E 1107: (Mariedamm, T 603 –) Örebro läns gräns vid Stenmon – Tybble (1106) – Kristinefors (211)
- Länsväg E 1108: Tjällmo (211) – Tjällmo kyrka
- Länsväg E 1109: Smedsby (Rv50) – Hundsberg – Illersjö (Rv50)
- Länsväg E 1112: Kungs Norrby (Rv34) – Bjärka (1114) – Hilstermon (1116) – Grytstorp (1120)
- Länsväg E 1113: Sjöbacka (Rv34) – Råby (1114)
- Länsväg E 1114: Ljungs västra kanalbro (1116) – Råby (1113) – Råby (1115) – Bjärka (1112)
- Länsväg E 1115: Råby (1114) – Norrby (1116) samt Norrby (1116) – Ljungsbro (1122)
- Länsväg E 1116: Rågårda (Rv34) – Ljungs västra kanalbro (1114) – Ljungs kyrka (1121) – Norrby (1115) – Norrby (1112) – Hilstermon (1115)
- Länsväg E 1119: Tjällmo (211) – Klinttorpet (1120)
- Länsväg E 1120: Kungsbro (1136) – Korpeberget (1122) – Högsäter (1124) – Grytstorp (1135, 1112) – Klinttorpet (1119) – Granstad (1128)
- Länsväg E 1121: Ljungs kyrka (1116) – Ljungsbro (1122)
- Länsväg E 1122: trafikplats Ljungsbro (Rv34) – Blåsvädret (1123) – Ljungsbro (1121) – Ljungsbro (150 m söder om vägskäl 1122/1115 vid Cloetta) – Ljungsbro (1115) – Korpeberget (1120). Motortrafikled: trafikplats Ljungsbro (Rv36) – Blåsvädret (1123)
- Länsväg E 1123: Stora Sjögestad (Rv34) – Blåsvädret (1122) – Vreta kloster (1044, 1136)
- Länsväg E 1124: Högsäter (1120) – Stjärnorp (1136)
- Länsväg E 1127: Skräddartorp (1135) – Borggårds bruk (1132) – Hällestads järnvägsstation (1135)
- Länsväg E 1128: Ervidstorp (211) – Granstad (1120) – Prästköp (Rv51)
- Länsväg E 1129: Karstorp (Rv51) – Grytgöls bruk – Rommetorp (1134)
- Länsväg E 1130: (Bo, T 619 –) Örebro läns gräns vid Murtorpet – Regna (1134)
- Länsväg E 1131: Ingesgärde (1134) – Botten (1133) – Örebro läns gräns vid Långsjön (– Breven, T 623)
- Länsväg E 1132: Borggårds bruk (1127) – Borggårds hållplats
- Länsväg E 1133: Botten (1131) – Örebro läns gräns vid Hagstugan (– Högsjö, T 626)
- Länsväg E 1134: Hällestads kyrka (Rv51) – Skånstorp (1164) – Mellantorp (1165) – Rommetorp (1129) – Björkö (1167) – Regna (1130, 1177) – Ingesgärde (1131) – Ödestorp (1178) – Södermanlands läns gräns vid Gummesjön (D 560) samt Södermanlands läns gräns vid Sätratorp (D 560) – Båltorp (1175) – Södermanlands läns gräns vid Båltorp (– Vingåker, D 560)
- Länsväg E 1135: Grytstorp (1120) – Skräddartorp (1127) – Hällestads järnvägsstation (1127, Rv51)
- Länsväg E 1136: trafikplats Linköping Norra (E4) – Sätuna (1041) – Härna (1045) – Vreta kloster (1123) – Kungsbro (1120) – Stjärnorp (1124) – Fröstorp (1139) – Grensholm (1140) – Norsholm (1147) – Norsholm (215)
- Länsväg E 1138: Gronvägen i Finspång (Rv51 – 1166)
- Länsväg E 1139: Fröstorp (1136) – Boberg (1141) – Vånga kyrka (1140, 1151) – Göstad (215)
- Länsväg E 1140: Grensholm (1136) – Vånga kyrka (1139)
- Länsväg E 1141: Boberg (1139) – Gullerstorp (215)
- Länsväg E 1144: Finnvedsvägen i Finspång (Rv51 – 1145)
- Länsväg E 1145: (Lasarettsvägen – Vallonvägen – Jonas Wenströms väg – Gästgivarvägen – Bergslagsvägen) i Finspång (Rv51 – 1166)
- Länsväg E 1146: Ask (215) – Nygård (215)
- Länsväg E 1147: Åsen (215) – Norsholm (793) – Norsholm (1136)
- Länsväg E 1148: Kimstad (215) – Kimstads järnvägsstation
- Länsväg E 1149: Kimstads kyrka (215) – Brink (795) – trafikplats Lövstad (E4) – Klinga (1153) – trafikplats Borg (E22)
- Länsväg E 1150: Skärblacka (215) – Skärblacka järnvägsstation
- Länsväg E 1151: Vånga kyrka (1139) – Stjärntorp – Östralund (215)
- Länsväg E 1152: Doverstorp (215) – Risinge gamla kyrka – Risinge kyrka (Rv51)
- Länsväg E 1153: Kullerstad (215) – trafikplats Klinga (E4) – Klinga (1149)
- Länsväg E 1153.01: väg till Kullerstads kyrka
- Länsväg E 1162: trafikplats Marieborg (E4.08) – Högarne (1170) – Högarne (1171)
- Länsväg E 1164: Skånstorp (1134) – Sonstorps bruk (1165)
- Länsväg E 1165: Sonstorp (Rv51) – Sonstorps bruk (1164) – Mellantorp (1134)
- Länsväg E 1166: Finspång (Rv51, 1145, 1138) – Butbro (1167). Genomfart Finspång: Slottsvägen – Östermalmsvägen
- Länsväg E 1167: Stjärnvik (Rv51) – Butbro (1166) – Lotorp (1166) – Björkö (1134)
- Länsväg E 1169: trafikplats Marieborg (E4.08) – Herstadberg villasamhälle
- Länsväg E 1170: Skogslotten (1179) – Kvillinge kyrka – Högarne (1162)
- Länsväg E 1171: trafikplats Kvillinge (Rv55, Rv56) – Högarne (1162) – trafikplats Åby (E4)
- Länsväg E 1173: Vistinge (Rv51) – Rejmyre (1175)
- Länsväg E 1174: Simonstorp (Rv55, Rv56) – Simonstorps järnvägsstation
- Länsväg E 1175: Simonstorp (Rv55, Rv56) – Mosshult (1180) – Rejmyre (1173) – Hävla gård (1178) – Hävla bruk (1182) – Skedevi kyrka – Byle (1176) – Båltorp (1134)
- Länsväg E 1176: (Högsjö, D 561 –) Södermanlands läns gräns vid Marsjö – Byle (1175)
- Länsväg E 1177: Regna (1134) – Regna kyrka
- Länsväg E 1178: Ödestorp (1134) – Hävla gård (1175)
- Länsväg E 1179: trafikplats Svärtinge (1186) – Skogslotten (1170) – cirkulationsplats Eriksberg (Rv51)
- Länsväg E 1180: Mosshult (1175) – Sila (1181) – Brenäs (1182)
- Länsväg E 1182: Hävla bruk (1175) – Brenäs (1180) – Nora (1181, 1183) – Södermanlands läns gräns vid St Toltorp (– Strångasjö, D 545)
- Länsväg E 1183: Nora (1182) – Södermanlands läns gräns vid Djupvik (– Katrineholm, D 551)
- Länsväg E 1185: Graversfors (Rv55, Rv56) – Djupsund (Rv55, Rv56)
- Länsväg E 1186: Kolstad (Rv51) – trafikplats Svärtinge (Rv51)